# KDH 엔터테인먼트의 음반
이 문서는 KDH엔터테인먼트에서 발매한 음반 목록이다.

## 2010년대
- 2015년 8월 4일 연분홍 - Change
- 2016년 3월 23일 김강 - 젠틀맨
- 2016년 3월 23일 진해성 - 러브♡ Part.1
- 2016년 7월 26일 김강 - 사랑의 금수저
- 2017년 3월 9일 진해성 - 러브♡ Part.2
- 2017년 3월 19일 세븐어클락 - Butterfly Effect
- 2017년 7월 31일 세븐어클락 - [Digital Single] Shining Star[1]
- 2017년 10월 29일 김상원, 송한겸 - [Digital Single] 믹스나인 Part.1
- 2017년 11월 13일 세븐어클락 - 사랑의 온도 OST Part.9
- 2017년 11월 19일 김상원,송한겸 - [Digital Single] 믹스나인 Part.3
- 2018년 1월 14일 송한겸 - [Digital Single] 믹스나인 Part.5
- 2018년 1월 27일 송한겸 - [Digital Single] 믹스나인 Part.6
- 2018년 10월 2일 서지안 - [Digital Single] 나의 모든 하루
- 2018년 10월 6일 세븐어클락 - #7
- 2019년 1월 16일 세븐어클락 - 최고의 치킨 OST Part.4
- 2019년 1월 30일 서지안 - 황후의 품격 OST Part.5
- 2019년 2월 27일 세븐어클락 - [Digital Single] Get Away
- 2019년 4월 19일 세븐어클락 - 빙의 OST Part.8
- 2019년 11월 12일 세븐어클락 - 백야

## 2020년대
- 2021년 6월 4일 진해성 - [Digital Single] 아버지의 한가락
- 2021년 9월 11일 진해성 - 별[星]
- 2022년 3월 17일 류정운 - [Digital Single] 비구름
- 2022년 12월 21일 이하준 - [Digital Single] 어쩌다
- 2023년 5월 8일 이하준 - [Digital Single] 아찔한 사랑
- 2024년 12월 3일 진해성 - [Digital Single] December Love